# Dukielski Medal Pamiątkowy
Dukielski Medal Pamiątkowy (czes. Dukelská pamětní medaile) – czechosłowackie odznaczenie nadawane za okres II wojny światowej.

## Historia
Odznaczenie zostało ustanowione 26 maja 1959 roku dla uczczenia 15. rocznicy bitwy na przełęczy Dukielskiej dla wyróżnienia uczestniczących w niej żołnierzy I Korpusu Czechosłowackiego oraz partyzantów słowackich.

## Zasady nadawania
W myśl statuty medal był przyznawany wszystkim żyjącym, poległym i zmarłym żołnierzom I Korpusu Czechosłowackiego, którzy w okresie od 8 września do 28 listopada 1944 roku uczestniczyli w walkach w celu przełamania niemieckiej obrony na linii Karpat w rejonie Dukli. 
Medal mógł być również nadawany partyzantom, którzy uczestniczyli w tych walkach oraz cudzoziemcom, którzy uczestniczyli w tych walkach we współdziałaniu z oddziałami czechosłowackimi.

## Opis odznaki
Odznaką medalu jest okrągły medal o średnicy 35 mm wykonany z brązu. 
Na awersie medalu w centralnej części znajdują się popiersia dwóch żołnierzy, jeden w hełmie a drugi w uszance. Żołnierz trzyma karabin.  Wzdłuż krawędzi medalu znajduje się napis CEST A SLAVA DUKELSKIM HRDINUM (pol. Część i chwała bohaterom Dukli).
Na rewersie w centralnej części znajdują się postacie dwóch maszerujących żołnierzy i podających sobie rękę. Pierwszy z żołnierzy w mundurze armii czechosłowackiej z przewieszonym przez ramię pistoletem maszynowym PPSz, drugi trzymający w ręku pistolet maszynowy jest w mundurze Armii Czerwonej. Wzdłuż krawędzi znajduje się napis SE SOVETSKIM SVAZEM NA VECNE CASY (pol. Ze Związkiem Radzieckim na Zawsze). 
Autorem awersu medalu jest Jiří Prádler, a rewersu Jaroslav Brůha.
Medal zawieszony jest na wstążce o szer. 40 mm koloru czerwonego, po bokach dwa wąskie paski niebieski i biały, a w środku pasek żółty szer. 3 mm.